# Borolong
Borolong è un villaggio del Botswana situato nel distretto Centrale, sottodistretto di Tutume. Il villaggio, secondo il censimento del 2011, conta 5.184 abitanti.

## Località
Nel territorio del villaggio sono presenti le seguenti 1 località:
- Borolong Lands di 85 abitanti